# Волошин-Петриченко, Фёдор Моисеевич
Фёдор Моисеевич Волошин-Петриченко (1860 — не ранее 1930) — русский военачальник, генерал-лейтенант.
Брат генерала Т. М. Волошина-Петриченко.

## Биография
Родился 20 февраля 1860 года (1.1.1861 по новому стилю) в православной семье.
Образование получил в Ярославской военной прогимназии.
В военную службу вступил 14 августа 1877 года.
Окончил Чугуевское пехотное юнкерское училище. Выпущен прапорщиком (ст. 21.09.1880) в 20-й пехотный Галицкий полк. Подпоручик (ст. 01.08.1884). Поручик (ст. 01.08.1888). Штабс-капитан (ст. 15.03.1891). Капитан (ст. 15.03.1898).
Окончил офицерскую стрелковую школу. Командовал ротой и батальоном. Участник русско-японской войны 1904—1905 годов.
Подполковник (ст. 26.02.1905). Полковник (ст. 06.12.1910). Командир 155-го пехотного КубИнского полка (с 04.12.1913).
Участник Первой мировой войны. Начальник Донской пешей бригады на Кавказском фронте (с 28.12.1915). Генерал-майор (пр. 06.12.1915; ст. 22.07.1915). На 15 марта 1917 года командовал 6-й Кавказской стрелковой дивизией. Последняя должность — командующий 3-м Кавказским корпусом.
Во время гражданской войны проживал на территории контролируемой войсками УНР. Взят на особый учет Житомирским ГПУ (22.04.1924). Снят с учета Волынским ГПУ (15.03.1926). На 1930 год проживал в Житомире.
Дата и место смерти неизвестны.

## Награды
- Награждён орденом Св. Георгия 4-й степени (3 декабря 1916).
- Также награждён орденами Св. Станислава 2-й степени (1905); Св. Анны 2-й степени (1910); Св. Владимира 4-й степени (1914).